# Horizont (Fachzeitschrift)
Horizont (Eigenschreibweise in Großbuchstaben) ist eine Fachzeitschrift für Marketing, Werbung und Medien.

## Geschichte

Logo bis Februar 2023

Die Zeitschrift wurde 1983 von Eduard Grosse gegründet und 1986 vom Deutschen Fachverlag aus Frankfurt am Main übernommen. Sie erschien wöchentlich, bevor die Erscheinungsfrequenz im Januar 2022 auf zweiwöchentlich reduziert wurde. Ihre verkaufte Auflage betrug im vierten Quartal 2021 10.544 Exemplare, ein Minus von 29 Prozent seit dem ersten Quartal 1998. Die österreichische Ausgabe wird seit 1991 vom Manstein Verlag veröffentlicht, einer Tochtergesellschaft der dfv Mediengruppe. Von 2001 bis 2008 erschien außerdem das Sportökonomie-Magazin Horizont Sportbusiness.
Seit 1983 wird der Horizont Award verliehen und seit 2000 der Horizont Sportbusiness Award. 2006 gründete der Deutsche Fachverlag die Horizont-Stiftung, die Nachwuchskräfte aus der Kommunikations- und Agenturbranche unterstützt.